# Endocannabinoida systemet
Endocannabinoida systemet är ett biologiskt signalsystem som består av endocannabinoider och cannabinoidreceptorer samt de enzymer som är involverade i omsättningen av endocannabinoiderna. Det har en funktion i bland annat utvecklingen och moduleringen av centrala nervsystemet.

## Receptorer
Cannabinoidreceptorer är receptorer som aktiveras av cannabinoider. Den vanligast förekommande är cannabinoidreceptor 1 (CB1) men flera andra receptorer är också involverade, exempelvis CB2, GPR 55, TRP-kanaler och PPAR.

## Cannabinoider

### Endocannabinoider
Endocannabinoider, endogena cannabinoider, är lipider som produceras i kroppen som har effekt på cannabinoidreceptorer. Anandamid och 2-arakidonylglycerol (2-AG) är de mest välstuderade endocannabinoiderna. 2-AG aktiverar både CB1-receptorer och CB2-receptorer med stark effekt, medan anandamid aktiverar CB1- och CB2-receptorerna med lägre effekt.

### Fytocannabinoider
Fytocannabinoider är cannabinoider som produceras av växter. Störst kvantitet finns i cannabis, från växten Cannabis sativa, i vilken THC och CBD är de vanligast förekommande cannabinoiderna. THC utövar sin huvudsakliga effekt genom dess bindning till CB1- och CB2-receptorer.

### Molekylär bakgrund
Det komplexa signalsystemet känt som det endocannabinoida systemet (ECS) är avgörande för att kontrollera ett antal fysiologiska processer, inklusive smärta, aptit, humör och immunologiskt svar. De tre primära delarna av ECS är endocannabinoider, receptorer och enzymer. Endocannabinoider är cannabinoider som skapas av kroppen spontant. De två huvudsakliga endocannabinoiderna är 2-arakidonoylglycerol och anandamid (AEA) (2-AG). Som svar på speciella fysiologiska stimuli genereras dessa endocannabinoider vid behov. Ett enzym som kallas fosfolipas D omvandlar N-arakidonoylfosfatidyletanolamin (NAPE) till N-arakidonoylfosfatidyletanolamin hydrolyserande fosfolipas D (NAPE-PLD), vilket är det första steget i syntesen av anandamid (PLD). Anandamid skapas sedan när NAPE-PLD separerar etanolaminhuvudgruppen. 2-arakidonoylglycerol skapas genom en separat väg. Fosfolipas C arbetar för att skapa prekursormolekylen, diacylglycerol (DAG), från fosfolipider (PLC). Diacylglycerol lipas omvandlar sedan DAG till 2-arakidonoylglycerol (DAGL) .
Endocannabinoider, särskilt CB1- och CB2-receptorerna, ansluter till och aktiverar cannabinoidreceptorer när de genereras. Dessa receptorer är fördelade i hela kroppen, särskilt i det perifera immunsystemet för CB2-receptorer och hjärnan och centrala nervsystemet för CB1-receptorer. Endocannabinoiders aktivering av cannabinoidreceptorer orsakar ett antal fysiologiska effekter, såsom minskning av smärta, kontroll av hunger och modulering av immunsystemet. Enzymer som monoacylglycerollipas och fettsyraamidhydrolas (FAAH) bryter ner endocannabinoider för att stoppa deras effekter (MAGL). Medan 2-AG bryts ned av MAGL till arakidonsyra och glycerol, bryts anandamid ned av FAAH till arakidonsyra och etanolamin .

## Funktion
Ett komplext nätverk av receptorer, enzymer och endocannabinoider som kallas det endocannabinoida systemet (ECS) finns i varje cell i kroppen, inklusive hjärnan, det neurologiska systemet, immunsystemet och andra organ. För att behålla kroppens homeostas eller balans är ECS viktigt. Endocannabinoider, som kroppen producerar och som fäster på cannabinoidreceptorer, gör att systemet blir aktivt. De två primära cannabinoidreceptorsubtyperna är CB1 och CB2, som är fördelade över hela kroppen och tjänar olika syften .
Kontroll av inflammation och obehag är en av ECS:s huvudroller. Anandamid och 2-arakidonoylglycerol (2-AG) är de två primära endocannabinoider som aktiveras av kroppen, och de binder båda till CB1- och CB2-receptorer. I det centrala nervsystemet, särskilt hjärnan och ryggmärgen, är CB1-receptorer mest närvarande. Anandamid eller 2-AG kan hjälpa till att minska smärtsignaler genom att binda till CB1-receptorer, vilket minskar smärta och obehag. CB2-receptorer, å andra sidan, är mestadels lokaliserade i immunsystemet och andra organ inklusive mjälte, benmärg och hud. Rodnad, svullnad och obehag relaterade till inflammatoriska störningar orsakas av ett immunologiskt svar som kallas inflammation, som minskar när endocannabinoider binder till CB2-receptorer .
Amygdala, hippocampus och prefrontala cortex är bland viktiga hjärnområden som är involverade i kontrollen av humör och känslor. Amygdala är ansvarig för att bearbeta känslomässiga data och är avgörande för reaktionerna på rädsla och ångest. Hippocampus spelar en roll i minnesutvecklingen och har kopplats till humörstörningar inklusive depression. Den prefrontala cortex, som finns längst fram i hjärnan, styr impulser, fattar beslut och reglerar känslor. Endocannabinoider kan kontrollera aktiviteten i vissa hjärnområden och därmed påverka humör och känslor. Endocannabinoider är endogena ligander som binder till cannabinoidreceptorer. Endocannabinoider kan minska ångest- och skräckreaktioner när de ansluter till cannabinoidreceptorer i amygdala. I likhet med detta kan endocannabinoider reglera humör och minska effekterna av depression när de fäster på cannabinoidreceptorer i hippocampus. Endocannabinoider kan påverka funktionen hos den prefrontala cortex, som också har cannabinoidreceptorer, för att hjälpa till att kontrollera impulsivitet och reglera känslor .
Endocannabinoider kan påverka frisättningen av signalsubstanser som dopamin och serotonin, som är viktiga för att kontrollera humör och känslor, förutom att de förändrar aktiviteten i vissa hjärnområden. Endocannabinoider kan kontrollera humöret och minska symptomen på humörstörningar genom att påverka frisättningen av dessa signalsubstanser .

### Centrala nervsystemet
Det har en funktion i utvecklingen och moduleringen av centrala nervsystemet.

### Immunsystemet
Det reglerar på cellnivå vissa celler i immunförsvaret.

## Påverkan på hjärnans belöningssystem

### Hjärnans belöningssystem
Det ventrala tegmentala området (VTA), nucleus accumbens (NAc) och den prefrontala cortex är bland de inbördes relaterade hjärnregionerna som utgör den mesolimbiska vägen, som är huvudansvarig för det belönade systemet (PFC). Dopamin, en signalsubstans som är väsentlig för hjärnans belöningssystem, produceras av VTA, som är en struktur i mellanhjärnan. NAc är en grupp kärnor i basalganglierna, som är ansvariga för rörelse, motivation och belöning. Hjärnans frontallob, eller PFC, är ansvarig för verkställande processer som planering, självkontroll och beslutsfattande.
Dopamin frigörs från VTA och flyttas till NAc när en person upplever en givande stimulans, som att njuta av en välsmakande måltid eller lyckas i ett spel. Där fäster den vid dopaminreceptorer och producerar känslor av njutning och belåtenhet. Denna process uppmuntrar personen att leta efter fler av samma typer av upplevelser i framtiden genom att förstärka beteendet som gav den njutbara stimulansen. Det givande systemet inkluderar dopamin såväl som andra signalsubstanser inklusive serotonin, endorfiner och oxytocin. Dessa ämnen kan också orsaka känslor av lycka, social anknytning och smärtlindring, förutom att de hjälper till att modifiera de givande effekterna av dopamin .
Eftersom det uppmuntrar oss att leta efter aktiviteter som är nödvändiga för vårt liv, som att äta, dricka och fortplanta oss, är belöningssystemet avgörande för överlevnad. Men när hjärnan blir överkänslig för de givande effekterna av vissa stimuli, som droger eller hasardspel, kan det också resultera i beroende och tvångsmässigt beteende .
Bättre behandlingar för missbruk och andra psykiska tillstånd som kräver dysreglering av hjärnans givande system kan skapas med en större förståelse för det givande systemet i hjärnan. Det kan också hjälpa oss att förstå varför särskilda sysselsättningar är så roliga och att ta reda på hur vi kan använda denna förståelse för att uppmuntra positiva vanor och förbättra det allmänna välbefinnandet .

### Påverkan på hjärnans belöningssystem
På molekylär nivå är det endocannabinoida systemet (ECS) avgörande för att kontrollera hjärnans belöningssystem. Dopamin, en signalsubstans som är involverad i belöning och njutningskänslor, frisätts och återupptas av kroppen, och ECS påverkar dessa processer .
Endocannabinoider, enzymer och cannabinoidreceptorer utgör de tre huvuddelarna av ECS. Endocannabinoider som 2-arachidonoylglycerol (2-AG) och anandamid binder till cannabinoidreceptorer, vilket sätter i gång en serie kemiska reaktioner som styr frisättningen av dopamin .
Endocannabinoider, i synnerhet CB1-receptorer, hämmar frisättningen av dopamin i nucleus accumbens och prefrontala cortex, som är delar av hjärnans belöningskretsar. Detta minskar hjärnans känslighet för njutbara stimuli som mat eller droger och minskar lusten att söka upp dem. Tvärtom orsakar sänkning av endocannabinoidsignalering eller hämmande av CB1-receptorer en ökning av dopaminproduktionen, vilket kan förbättra hjärnans reaktion på njutbara stimuli och öka motivationen att söka efter sådana stimuli . Dessutom påverkar ECS-systemet andra signalsubstanser som serotonin och GABA, vilket i sin tur påverkar hur hjärnans givande system fungerar. Till exempel, genom att undertrycka GABAergiska neuroner som begränsar dopaminfrisättning, kan endocannabinoider indirekt öka dopaminfrisättningen.